# Ernest Urdărianu
Ernest Urdărianu (n. 1897 – d. 1985, Portugalia), cunoscut și ca „Urdăreanu”, dar numele este scris incorect, născut în România. A fost adjutant regal și prefect al Palatului (1935), vicemareșal (1936) și din 1937 Mareșal al Palatului Regal, mare șambelan al Curții Regale (din 25 octombrie 1937) și ministru al Casei Regale de la 27 martie 1938 până la 4 septembrie 1940. A mai fost unul dintre apropiații regelui Carol al II-lea, membru al grupului său restrâns, numit „Camarila regală".
I-a rămas credincios suveranului român și după ce acesta a abdicat – pentru a doua oară – la 6 septembrie 1940 și a trebuit să plece din țară. S-a căsătorit, în anul 1944, în Ciudad de Mexico, cu o tânără de 18 ani, Monique Cook (1927–2002). După moartea regelui Carol al II-lea, Urdăreanu a rămas în serviciul Elenei Lupescu până la moartea acesteia, survenită în anul 1977. A murit în Portugalia.